# Бон (Шарант)
Бон (фр. Bonnes) насеље је и општина у западној Француској у региону Поату-Шарант, у департману Шарант која припада префектури Ангулем.
По подацима из 2011. године у општини је живело 392 становника, а густина насељености је износила 26,56 становника/km². Општина се простире на површини од 14,76 km². Налази се на средњој надморској висини од 30 метара (максималној 136 m, а минималној 32 m).

## Демографија
| 1962. | 1968. | 1975. | 1982. | 1990. | 1999. | 2011. |
| ----- | ----- | ----- | ----- | ----- | ----- | ----- |
| 426   | 448   | 449   | 362   | 341   | 333   | 392   |

График промене броја становника у току последњих година